# Condonación
La condonación de una deuda (también, cancelación de una deuda, remisión de una deuda o quita de una deuda) es el acto jurídico y económico por el cual una persona física o jurídica -una institución, banco, empresa, estado- que es acreedora de otra, decide renunciar a su derecho, liberando del pago a la persona deudora.

## Historia
El concepto de condonación de una deuda que se utiliza desde la antigüedad hasta el siglo XIX, se refiere a las deudas nacionales, tanto deuda interna como deuda externa). A finales del siglo XX, el concepto de condonación o cancelación de una deuda pasó a referir principalmente a la deuda externa  del Tercer Mundo, es decir, a los países pobres muy endeudados (véase Iniciativa HIPC e Iniciativa Multilateral de Alivio de la Deuda), que empezó a crecer y hacerse impagable con las diferentes crisis económicas y financieras (crisis financiera asiática, crisis de la deuda latinoamericana, crisis financiera de 2008, etc). También se aplica a los individuos de los países desarrollados a quienes las diferentes crisis, y de manera más generalizada la Gran recesión de 2008 -ocasionada por las burbujas económicas y a las burbujas inmobiliarias- dejó en situación de desempleo, desahucio, o con créditos insostenibles e impagables.
Diversas organizaciones y ONG (CADTM y Iniciativa HIPC, entre otras) solicitan la condonación parcial o total de la deuda externa de los países pobres (países del Tercer Mundo). 

## Condonación parcial o total
La condonación de una deuda puede ser parcial o total. La deuda podrá ser reducida o cancelada totalmente. También puede, dependiendo del contexto -préstamo, crédito hipotecario, impago de alquiler, etc- ralentizar o detener el crecimiento de la deuda que pueda tener una persona, empresa o nación.

### Propuesta condonación deuda en países de la Unión Europea - 2021
En 2021, se publicó la solicitud de 100 economistas europeos, encabezados por el francés Thomas Piketty solicitando al Banco Central Europeo (BCE) la condonación de la deuda pública. La propuesta propone un contrato entre los Estados europeos y el Banco Central Europeo por la que los Estados miembros de la Unión Europea deben invertir las cantidades condonadas en programas de reconstrucción ecológica y reconstrucción social. Para los solicitantes sería la mejor manera de reformar los criterios de deuda y déficit. Considerar necesaria la reestructuración de la deuda pública ante los problemas que estaba ocasionando en algunos de los países Unión Europea, espacio donde se ha dado una unión monetaria pero no hay unión fiscal que está ocasionando grandes desequilibrios. La presidenta del BCE, Christine Lagarde ha considerado la propuesta ilegal con los tratados europeos.

## Acuerdo de Londres de 1953 sobre la condonación de la deuda alemana
Históricamente, por su importancia económica y política, el Acuerdo sobre la deuda externa alemana de 1953 o Acuerdo de Londres de 1953, que consistió en la quita o anulación de parte de la deuda externa alemana en un 62,6%; tanto las deudas contraídas en el período de entreguerras (Primera Guerra Mundial y Segunda Guerra Mundial) como las deudas resultantes de la postguerra -fin de la Segunda Guerra Mundial- por parte de 25 países acreedores se considera uno de los hitos de condonación de deuda.

## La condonación en el derecho civil

### La condonación en el derecho civil español
El jurista español Luis Díez-Picazo consideró para las leyes españolas, en un principio, que la condonación era unilateral pero tras la tesis de Beltrán de Heredia la considera como contractual, debido a que la condonación debe ser aceptada por el deudor. Otros autores, como José Castán Tobeñas, la consideran bilateral, por su asimilación con la donación, y otros, como Manuel Albaladejo, la consideran unilateral.[cita requerida]
La condonación se hace a título gratuito porque los motivos de la condonación no afecta a su naturaleza.[cita requerida]
Su forma puede ser expresa o presunta, siempre que sea en escritura pública, ambas sometidas a las reglas que rigen en las donaciones inoficiosas. Además, la condonación expresa también se somete al régimen de donaciones.[cita requerida]

### Clases de condonación
- forzada
- inter vivos
- parcial
- total
- voluntaria

Las deudas tributarias sólo podrán condonarse en virtud de ley y en la cuantía y con los requisitos que en la misma se determinen. Los pasivos «impagables» o aquellos que son condonados por los acreedores se convierten en ingreso gravado, sobre el cual no habrá costo o deducción imputable que lo pueda disminuir, por lo que se convertirá en renta líquida.[cita requerida] Así como las deudas incobrables pueden ser deducidas del impuesto a la renta, aquellos pasivos que no sean exigibles, o que por negociaciones con los acreedores, estos decidan condonar esos pasivos, se deben convertir en ingreso, el cual será ingreso gravado con el impuesto de renta.[cita requerida] Una deuda no cobrada por la empresa es gasto, y un pasivo no pagado por ella es un ingreso, lo que es apenas natural y lógico.[cita requerida]